# Rafael Orozco Flores
Rafael Orozco Flores (Córdoba, 24 de enero de 1946-Roma, 24 de abril de 1996) fue un pianista español.

## Biografía
Nace el 24 de enero de 1946 en la ciudad de Córdoba, en una familia de músicos. Su trayectoria musical siguió una formación y evolución excepcionales, permitiéndole a temprana edad conseguir triunfos en varios concursos internacionales de Europa. Discípulo de José Cubiles y Alexis Weissenberg, entre otros maestros, la carrera internacional de Orozco comienza en 1966, tras obtener el «Primer premio en el Concurso Internacional de Leeds» (Reino Unido). La protección de personalidades como Herbert von Karajan, Carlo Maria Giulini y Daniel Barenboim le permitieron sus primeras colaboraciones con las orquestas y festivales más importantes en unos años, en los que hay que destacar la integral de los conciertos de Serguéi Rajmáninov.
Desde entonces, su arte pianístico le llevó a actuar en los cinco continentes, siendo solista de orquestas como las de Cleveland, Chicago, Nueva York, Filadelfia, Los Ángeles, Berlín, Viena, París, y Londres, y en los festivales de Osaka, Praga, Berlín, Santander, Edimburgo, Spoleto y Aldeburgh, entre otros.
Falleció en el hospital Gemelli de Roma, el 24 de abril de 1996, a los cincuenta años debido a las complicaciones del sida.

## Honores
En 1997 se le concede el título de Hijo Predilecto y la Medalla de Oro de la ciudad de Córdoba. Tras su muerte, y por unanimidad, el claustro del Conservatorio Superior de Música de Córdoba decide cambiar el nombre del centro por el de Conservatorio Superior de Música de Córdoba "Rafael Orozco".

## Para más información
- Moreno Calderón, Juan Miguel (2016). Rafael Orozco. El piano vibrante. Almuzara. ISBN 978-84-16392-71-1.

- Datos: Q2664073